# Посейдон (подводный аппарат)
«Посейдон» 2М39, (ранее известный как «Статус-6», кодовое обозначение НАТО — Kanyon, англ. каньон) — проект российского беспилотного подводного аппарата, оснащённого ядерной энергоустановкой, носителя ядерного заряда (ядерная торпеда).
Заявленное предназначение — нанесение гарантированного неприемлемого ущерба прибрежным территориям посредством обширного радиоактивного загрязнения, поражение кораблей и военно-морских баз.

## История

### Советские ядерные суперторпеды
Концепция «Посейдона» наследует проекту Т-15 — гигантской советской торпеде для удара по побережью США, для которой планировалось создать специализированную подводную лодку. Разработки шли в КБ-11 в Сарове. В 1955 году работу над Т-15 прекратили: в ВМФ подводную лодку, которая может нести только одну торпеду, сочли нецелесообразной.
К идее ядерной суперторпеды советские власти вернулись в 1961 году в ходе ядерной гонки, причём идею оружия, которая помимо поражающих факторов ядерного взрыва теоретически вызывает огромную волну, была позаимствована из статьи американского морского офицера в профильном журнале. Новую концепцию использования суперторпеды отверг вице-адмирал Пётр Фомин, который руководил ядерным вооружением флота и испытаниями.
В воспоминаниях академик Андрей Сахаров рассказывал, что придумал для неё «прямоточный водопаровой атомный реактивный двигатель» и делился идеями о её применении с Фоминым. Как писал Сахаров, Фомин был шокирован «людоедским» характером этого оружия и сообщил, что для него отвратительна сама идея подобного массового убийства мирного населения. Учёный отметил, что устыдился собственных идей и более никогда не обсуждал этот проект.

### Статус-6
В 2010-х годах российский ВПК столкнулся с существенными проблемами в разработке и производстве торпед и средств противодействия. Причины — коррупция, отказ от серийного производства или модернизации перспективных разработок, продолжение освоения финансирования тупиковых проектов, а также нереалистичные ТТХ и сроки работ в новых НИОКР.
В июле 2015 года Владимир Путин утвердил новую морскую доктрину, в которой отдельно подчёркивалась роль беспилотных аппаратов, а в сентябре Минобороны США обнародовало данные о ходе разработки устройства под кодовым именем Kanyon. В сообщении речь шла о беспилотном подводном аппарате, несущем боеголовку мегатонного класса для поражения военных гаваней и прибрежных городов — сходство с проектом Т-15 было очевидно.
Спустя два месяца в репортаж федеральных каналов со встречи Владимира Путина с Минобороны и ВПК попала презентация системы «Статус-6». На стоп-кадре был различим текст о предназначении устройства:

Поражение важных объектов экономики противника в районе побережья и нанесение гарантированного неприемлемого ущерба территории страны путём создания зон обширного радиоактивного заражения, непригодных для осуществления в этих зонах военной, хозяйственно-экономической и иной деятельности в течение длительного времени
Старший аналитик Национального института публичной политики, бывший высокопоставленный чиновник Минобороны США Марк Шнайдер отметил, что беспилотник с боеголовкой мегатонного класса станет крупнейшим ядерным оружием в истории и самым «безответственным» оружием, которое могло быть создано в рамках ядерной программы при Владимире Путине: оно изначально предназначено для массированного убийства мирных жителей в результате взрыва и заражения территорий.
Весной 2016 года о разработке на базе ЦКБ МТ «Рубин», СПМБ «Малахит» беспилотных подводных аппаратов для подводных лодок пятого поколения сообщили представители Объединённой судостроительной корпорации. В декабре разведка США сообщила о проведённых 27 ноября 2016 года испытаниях запуска беспилотного аппарата с подводной лодки Б-90 «Саров» в рамках программы «Статус-6».
В феврале 2018 года Пентагон упомянул «Статус-6» в числе морских систем доставки ядерного оружия в «Обзоре ядерной политики» — программном документе, описывающем направления развития ядерных вооружений США и стратегии их применения.

### Посейдон
Владимир Путин упомянул устройство в ходе послания Федеральному собранию 1 марта 2018 года в числе других видов вооружения, основанных на советских концептах — ракеты с ядерным двигателем, лазерной боевой установки на гусеничном шасси и пр. При этом, как отмечали журналисты «Ведомостей» со ссылкой на бывших представителей Минобороны и источники CNN и Fox News, близкие к американской разведке, ряд представленных Путиным вооружений (включая «Статус-6») были далеки от готовности. В течение марта власти России провели всенародное голосование, по итогу которого «Статус-6» получил название «Посейдон».
«Посейдон» был включён в госпрограмму вооружений на 2018—2027 годы. С июля 2018 года Минобороны России рапортовали о проведении испытаний, но на деле речь шла о проверке работы отдельных узлов и агрегатов, а такие ключевые элементы как двигательная установка к 2019 году к испытаниям готовы не были. В мае 2020 года представители ОПК признали, что «Посейдон» в собранном виде не существует, в начале 2021 — что на разработку потребуется дополнительно до 5 лет.
Спустя более полугода после начала вторжения России на Украину в октябре 2022 года НАТО сообщило о возможных планах испытаний «Посейдона», сославшись на перемещения АПЛ К-329 «Белгород», которая была спроектирована в качестве носителя для подобного типа устройств и передана флоту в июле 2022 года. В ноябре «Белгород» покинул тестовую зону в Арктике без запусков. Источники CNN в высшем руководстве США предположили, что испытания сорвались из-за технических неисправностей, и подчеркнули, что замерзание арктических морей в зимний период существенно сужает окно для тестов. 16 января 2023 года агентство ТАСС сообщило о изготовлении первого боекомплекта торпед «Посейдон» для подводной лодки «Белгород».

## Описание
«Посейдон» задуман как автономный подводный аппарат, оснащённый ядерной энергоустановкой и несущий ядерный заряд (то есть ядерная торпеда). Достоверной информации о его характеристиках нет, различные источники назвали длину в 16—24 м, диаметр — в 1,5—2 м, масса — около 100 т. Из-за огромного размера транспортировать его могут только специальные подводные лодки. Разработчики системы — ЦКБ МТ «Рубин», СПМБ «Малахит».
Заявленное предназначение «Посейдона» — нанесение гарантированного неприемлемого ущерба прибрежным территориям посредством обширного радиоактивного загрязнения и др. поражающих факторов. Представители военного ведомства ВПК также рассуждали о возможности применения устройства как тактического ядерного оружия против кораблей (в том числе авианосцев) и военно-морских баз..
Изначальные заявления о 100-мегатонной боеголовке оказались недостоверными: уже в 2018 году ТАСС со ссылкой на представителя ОПК сообщил, что «Посейдон» сможет использовать различные виды боевой части максимальной мощностью до 2 мегатонн. При этом сама концепция многометрового цунами от крупного взрыва изначально не имела научного обоснования: ещё в 1950-х—1960-х годах было подтверждено, что поскольку волны от морских взрывов рассеиваются, то подобное оружие заведомо неэффективно. Также сомнительными оказались заявления о кобальтовой бомбе — теоретической модификации ядерной бомбы, кратно усиливающей радиоактивное загрязнение.
Фактически, единственными источниками информации о конструкции и технических характеристиках «Посейдона» служила презентация 2015 года, заявления официальных лиц и публикации российских СМИ (со ссылкой на неназванные источники)
 Как следует из презентации, проектная глубина погружения устройства составляет до 1000 м. За время разработки заявленная скорость аппарата сократилась до 60—70 узлов (100—130 км/ч). Достоверной информации о ядерном реакторе аппарата нет. Аппарат управляется со специальных командных судов. Перевозка и загрузка в носитель осуществляются в специальном транспортном контейнере.

## Носители
ТАСС сообщал о планах строительства четырёх подводных лодок-носителей «Посейдона», способных нести до 8 аппаратов (по две для Северного и Тихоокеанского флотов).
- БС-329 «Белгород» — на 2022 год, спущена на воду и передана флоту[26], достроена из АПЛ проекта 949А по проекту 09852.
- «Хабаровск» — ведётся строительство, проект 09851.
- «Оренбург» — ведётся подготовка к закладке, предположительно будет строиться по проекту 09853.

Сообщалось также о строительстве подводной лодки — носителя «Посейдонов» — «Ульяновск», однако это имя относится к многоцелевой АПЛ проекта 885 «Ясень».

## Оценки
Многочисленные комментаторы отмечали, что российские экзотические концепции ядерного оружия, такого как «Посейдон», нецелесообразны в контексте существующего стратегического ядерного арсенала, который более эффективно решает заявленные задачи. Практические сценарии использования «Посейдона» неочевидны: ракетное вооружение быстрее и точнее, в то время как аппарату может потребоваться до нескольких дней, чтобы преодолеть расстояние до побережья. Владимир Путин говорил о «Посейдоне» как средстве преодоления противоракетной обороны США, хотя американские власти неоднократно признавали, что ограниченные ресурсы системы ПРО фактически не влияют на ядерное сдерживание. При всём этом «Посейдон» — исключительно дорогой проект, который включает не только разработку самого аппарата, но и подводные лодки-носители (которые фактически создаются под него) и целый флот судов управления и сопровождения.
Реальный статус разработки «Посейдона» неизвестен, и сама способность России выпустить серийный образец устройства в заявленный срок (до 2027 года) ставилась под сомнение — особенно в условиях технологического эмбарго, введённого после начала вторжения на Украину в 2022 году. Отдельная сложность заключается в необходимости большого числа опасных испытаний, без которых «Посейдон» может в конечном счёте оказаться небоеспособным.
Вопросы вызывало соответствие «Посейдона» заявленным характеристикам: даже официальные российские источники корректировали их в меньшую сторону. Как российские военные эксперты, так и иностранные комментаторы были скептичны в отношении публичных заявлений о скорости, незаметности и эффективности ещё не произведённого «Посейдона». Так, при заявленной скорости аппарат, вероятно, будет шумным и легко заметным, а автономность сделает его примитивным в плане тактики и выбора маршрутов, что упростит выбор (или разработку) контрмер.
Отмечая сомнительную военную целесообразность «Посейдона», журналисты и эксперты подчёркивали его роль как политического инструмента. Переговоры о контроле над вооружениями исторически были ключевым инструментом демонстрации международного статуса России. В то время как США стремились снизить ядерные риски, Владимир Путин последовательно отказывался от участия в новых соглашениях после СНВ-III и использовал ядерное оружие для внешнеполитического давления. Независимо от реальной готовности «Посейдона», он одновременно выступает угрозой во внешней политике и формирует образ Путина как сильного лидера у внутренней аудитории. Это же даёт основания предполагать, что власти постпутинской России могут отказаться от «Посейдона» и подобных разработок для нормализации отношений со странами Запада.
Военные аналитики НАТО отметили, что главное преимущество автономных подводных аппаратов с ядерными боеприпасами перед экипированными подводными лодками — это сохранение жизней экипажа. Поскольку после запуска ракет(ы) с подводной лодки, её местонахождение становится известным, она может быстро быть уничтожена противолодочными самолётами или ракетами вместе с её экипажем, то есть на практике стратегические атомные подводные лодки всегда выполняют самоубийственную задачу.